# Ketino Kachiani-Gersinska
Ketino Kachiani ou Ketino Kachiani-Gersinska (née le 11 septembre 1971 à Didi Lilo, en Géorgie) est une joueuse d'échecs soviétique puis géorgienne puis allemande, grand-maître d'échecs féminin et maître international.

## Palmarès
Ketino Kachiani remporte le championnat de Géorgie féminin en 1987, ,ainsi que le championnat du monde junior féminin à deux reprises, en 1989 et 1990.